# プレコフーズ
株式会社プレコフーズ（英: PRECO FOODS CORPORATION）は、日本の卸売業者である。肉・魚・野菜の3品を取り揃える食品卸で、プレコグループの中の1つ。 

## 概要
社名の由来は「将来、社長たちの協同体を作りたい」との理想から、PRESIDENTS（社長ら）とCOOPERATION（会社）の2つの単語を融合させた造語である。鶏肉だけでなく食品全般を扱うようになったことから、1994年に有限会社鳥利商店からプレコフーズへ社名変更した。
グループ企業にプレコエムユニット、プレコエフユニット、プレコヴィユニット、プレコサニオがある。
企業ロゴには、大きい幹から枝や葉が伸び成長していくように、共に働き、共に仕事に励んでいた仲間が社長となりグループ企業として事業を成長させていきたいという思いを込めている。経営理念は「私達は、食品の『安全』『品質』『鮮度』を追求し、食の楽しみと笑顔を創造します」。

## 沿革
- 1955年、東京都品川区大井町に鳥利商店を創業
- 1958年、髙波幸夫誕生
- 1962年、店舗拡大のため同地区内に店舗移転
- 1966年、東京都品川区戸越銀座商店街に移転
- 1977年、有限会社鳥利商店を設立
- 1978年、鳥利ビル完成
- 1994年、株式会社プレコフーズに社名変更・代表取締役社長に髙波幸夫就任
- 2000年、東京都品川区戸越に第二工場建設
- 2002年、東京都大田区北千束に本社センター（現東京中央センター）開設
- 2004年、サニタリー事業部発足・ISO9001認証取得
- 2004年、東京都江東区亀戸に東東京センター開設
- 2005年、資本金5,000万円に増資・創業50周年
- 2007年、東京都世田谷区北烏山に西東京センター開設
- 2009年、東京都大田区千鳥に南東京センター開設
- 2011年、ベジタブル事業部発足
- 2012年、株式会社プレコホールディングスを稼働・東京都品川区大森ベルポートに本社機能を移転・本社配送センターを東京中央センターに名称変更
- 2012年、東京都板橋区東山町に北東京センターを開設
- 2013年、「EY アントプレナー・オブ・ザ・イヤー2013 ジャパン」セミファイナリストに選出される
- 2014年、株式会社プレコサニオ、株式会社プレコエフユニット、株式会社プレコダイニングラボの3社が独立法人化・東京都目黒区に飲食店及び一般消費者向けメニュー開発を行う「テストキッチン」を開設
- 2015年、外食アワード受賞
- 2016年、ベジタブル事業部が株式会社プレコヴィユニットとして独立法人化
- 2017年、資本金8,000万円に増資・食肉や冷凍加工品他を扱う事業部門を株式会社プレコエムユニットとして独立法人化
- 2017年、東京都江東区新木場に東京ベイセンターを開設・東京都大田区にV1センターを開設
- 2019年、株式会社プレコダイニングラボを吸収合併・株式会社プレコヒューマを設立
- 2024年、本社機能を品川区大崎に移転